# François Brueren
François Brueren (* 16. Januar 1940 in Schoten) ist ein ehemaliger belgischer Eisschnellläufer.
Brueren nahm von 1959 bis 1969 an internationalen Wettbewerben teil. Dabei belegte er bei seiner einzigen Teilnahme an Olympischen Winterspielen im Februar 1964 in Innsbruck den 33. Platz über 500 m und bei der Mehrkampfeuropameisterschaft 1966 in Deventer den 27. Rang im Großen Vierkampf. Er nahm an keiner Mehrkampfweltmeisterschaft teil.

## Persönliche Bestzeiten
| Disziplin | Zeit       | Datum           | Ort                  |
| --------- | ---------- | --------------- | -------------------- |
| 500 m     | 43,1 s     | 9. Januar 1966  | Madonna di Campiglio |
| 1500 m    | 2:29,2 min | 8. Januar 1966  | Madonna di Campiglio |
| 3000 m    | 5:25,5 min | 20. Januar 1962 | Davos                |
| 5000 m    | 9:42,1 min | 8. Januar 1966  | Madonna di Campiglio |